# Бугарска гркокатоличка црква
Бугарска гркокатоличка црква (бугарски: Българска гръкокатолическа църква; латински: Ecclesiae Graecae Catholico Bulgarica), која се понекад назива, позивајући се на свој византијски обред, Бугарска византијска католичка црква је sui juris посебна црква у пуној унији са Католичком црквом.

## Историја

### Средњи век
Под царем Борисом (853–889) Бугари су прихватили хришћанство у његовом византијском облику, литургијом служеном на црквенословенском. Из различитих разлога, Борис се заинтересовао за прелазак у хришћанство и обавезао се да ће то учинити западним свештеницима које је Лудвиг II Немачки послао 863. године. Међутим, касније исте године, Византијско царство је напало Бугарску током једног периода глади и природних катастрофа. Изненађен, Борис је био приморан да моли за мир и пристао је да пређе на хришћанство према источном обреду. Његов наследник Симеон Велики (893–927) прогласио је 917. године аутокефалну Бугарску патријаршију, која је 927. године добила признање од Цариграда и трајала до пада Првог бугарског царства 1018. године. Бугарска држава је 1186. године стекла независност. Папа Иноћентије III писао је цару Калојану позивајући га да уједини своју цркву са Католичком црквом већ 1199. године. Желећи да носи титулу цара и да врати престиж, богатство и величину Првог бугарског царства, Калојан је одговорио 1202. године. У овом политичком маневру тражио је да му папа Иноћентије III додели царску круну. Калојан је такође желео да папство призна поглавара Бугарске цркве за патријарха. Папа није био спреман на уступке у том обиму, а када је његов изасланик, кардинал Лео, стигао у Бугарску, помазао је архиепископа Василија из Трнова за примаса Бугара. Калојан је добио само унијатску круну, али не и царску. У међувремену, у покушају да подстакне савезништво са Калојаном, византијски цар Алексије III Анђел признаје његову царску титулу и обећава му патријарашко признање. Године 1235. цариградски патријарх је признао независност Бугарске цркве и право њеног поглавара на патријаршијску титулу. Османско освајање 1393. године окончало је ту патријаршију, чија је територија поново уједињена са цариградском. У наредним вековима бугарска црква је постепено хеленизована: грчки се користио у литургији, а епископи су били етнички Грци.

### Унијатски покрети
Успон национализма у 19. веку донео је противљење овој ситуацији. У 19. веку постојала су три главна унијатска покрета у земљама тада насељеним Бугарима. Они су били повезани са националистичком еманципацијом од Константинопољске патријаршије којом су доминирали Грци и њеним прогрчким утицајем на словенско становништво које живи у трачким и македонским земљама. Покрет за унију с Римом у почетку је освојио око 60.000 присталица, али се, као резултат султановог успостављања Бугарске егзархије 1870. године, најмање три четвртине њих вратило у православље до краја 19. века. Многобројне преласке свештенства са православне на католичку цркву и обрнуто не треба посматрати само као лични хир. Они су последица игре страних сила у коју се свештенство умешало после Берлинског споразума из јуна 1878. године, који је Македонију и Тракију оставио у оквиру Османског царства (након што је Бугарској додељен Санстефанским уговором из марта 1878.). Тако је у међуодносу православне и унијатске доктрине Бугарска подржала православни егзархат, а Русија Бугарску. Константинопољска патријаршија којом су доминирали Грци подржала је грчку страну. Француска и Хабзбуршко царство подржавали су унијате. Подршка Хабсбуршког царства повећала се тек после 1878. Став Османског царства био је амбивалентан - понекад је подржавало, понекад се супротстављало унијатском покрету, у зависности од тога како је морало да уравнотежи сопствене интересе у игри са Великим силама.

### Први унијатски покрет
Ово је позадина догађаја који су неке утицајне Бугаре привели Риму 1859–1861, у нади да ће унија са Римом донети њиховој цркви слободу за коју су сматрали да им их Цариград ускраћује. Водећа фигура унијатског покрета био је бугарски трговац Драган Цанков, који је имао подршку католичке Француске. У Цариграду је издавао новине „Бугарска“ у којима се залагао за унију са папом. Критиковао је Русију због негативног става према бугарском „црквеном питању“ и објављивао историјске документе о добрим везама Католичке цркве и бугарских краљева у средњовековно време. Први покрет унијата настао је у два центра: Кукушу и Цариграду. Грађани Кукуша су 1859. године написали писмо папи у којем су признали његово административно и духовно вођство. Заузврат, захтевали су да се не уводе промене у њихове источне обреде и да ће они бити они који ће бирати своје епископе и ниже свештенство, уз одобрење папе. У писму се наводи да наставнике у црквеним школама треба да бира домаће свештенство, а образовање треба да се одвија на бугарском језику и његовом „националном писму“. Константинопољ је у децембру 1860. године постао још један центар првог унијатског покрета. Драган Цанков је, заједно са делегацијом бугарске духовне и световне интелигенције, предао писмо папском апостолском викару тражећи од папе црквену унију. Овај чин су исте године санкционисали Ватикан и османска влада, чиме је утрт пут за успостављање бугарске унијатске цркве. Папа Пије IX је прихватио њихов захтев и лично је за њих као архиепископа рукоположио архимандрита Јосифа Соколског 8. априла 1861. године. Архиепископ Соколски, који је добио признање османских власти за световног поглавара бугарске унијатске заједнице (millet basi) је готово одмах одведен на руски броду и држан у Кијеву до краја живота. До јуна 1861. године у Цариграду није било никога ко би могао да врши бугарске унијатске службе, ситуација која је трајала до 1863. године када је Рафаил Попов изабран за епископа са центром у Адријанопољу. Исте године основана је бугарска унијатска гимназија у Адријанопољу. Први унијатски покрет проширио се у неколико градова и села у Македонији и Тракији, али није дао конкретне резултате. Разлози за неуспех првог унијатског покрета могли би се наћи не у политичком карактеру покрета него у дубокој верској оданости становништва православљу.  Народ је захтевао сопствено домаће свештенство. Ово је остварено преко Бугарске егзархије, која је коначно основана 1870. године.

### Други унијатски покрет
Други унијатски покрет је поново је започео у Кукушу. Нил Изворов, бугарски православни епископ Кукуша, је 1874. године написао писмо бугарском унијатском епископу у Цариграду Рафаилу Попову, рекавши да је воља народа у Македонији да се придружи Бугарској унијатској цркви. Након тога послао је писмо и папи, тражећи од њега унију. Његов покушај уније био је успешан, а исте године служио је службе у новом својству унијатског католичког епископа. Постоји неколико тумачења разлога који стоје иза ове уније. Неки аутори истичу личну мотивацију Изворова да иде на унију. Два месеца раније, Изворов је стигао у Кукуш као православни епископ, а Патријаршија и руске дипломатске службе позвале су га у Цариград. У потрази за начином да остане у Македонији, прво се обратио неким англиканским мисионарима, али од њих није добио никакву подршку. Након тога обратио се лазаристима у Солуну, а затим епископу Попову у Цариграду. Други истраживачи су тврдили да Изворов није задовољан сопственим положајем у Егзархату, али су додали да ни становништво није било задовољно поделом локалних епархија од стране Патријаршије и Бугарске егзархије и да им није веровало. Због тога су обични људи имали интерес да се придруже Католичкој цркви. Историјски извори показују да је османска влада неколико година забрањивала Изворову улазак у Кукуш. Владика Попов је преузео своје дужности у Кукушу, али је 1876. године умро под непознатим околностима. Исте године Изворов је унапређен за епископа администратора свих унијатских Бугара, и био је директно подређен апостолском делегату у Цариграду. После тога је наставио са радом у Македонији. Те године поново се активирао у централној Македонији, са седиштем у Кукушу. У једном петогодишњем периоду било је 57 католичких села, док су бугарске унијатске школе у вилајету Солун достигле број од 64, укључујући бугарску унијатску гимназију у Солуну. Неколико година касније, 1883. године, унапређен је у архиепископа свих унијатских Бугара и отишао у Цариград. Од 1883. године већ су постојала два апостолска викара. Епископ Михаил Петков у Адријанопољу био је одговоран за Тракију, а епископ Лазар Младенов у Солуну за Македонију, обојица су била потчињена архиепископу Нилу Изворову у Цариграду. Раније су следбеници католичанства источних обреда имали заједничку хијерархију. 1884. Изворов се 1884. године вратио у Бугарску православну цркву. Личност владике Младенова није била мање контроверзна од владике Изворова. Након што му је Висока порта отказала акредитацију за епископа на захтев француског конзула у Солуну 1894. године, Младенов се вратио у Бугарску егзархију. Затим се вратио у унијатску цркву. Ипак, ово је био крај његове каријере, у манастиру је остао до краја живота.

### Трећи унијатски покрет
Крајем 19. века Бугарска гркокатоличка црква у Македонији имала је седиште у Кукушу, а Епифаније Шанов је био епископ након изопштења Лазара Младенова 1895. године. Други викаријат је био Тракија. Водио га је Михаил Миров, који је проглашен и за управника епископа свих унијатских Бугара, са седиштем у Цариграду од 1907. Унутрашња македонска револуционарна организација (ВМРО) се појавила 1893. године као главни бугарски фактор у македонским и трачким земљама. Крајем 1890-их, ВМРО је била изузетно антикатоличка. Католичка црква са своје стране није подржала ВМРО, јер је била против било каквих револуционарних покрета у Османском царству. Овај став се променио на кратак период након Илинденског устанка 1903. године. Османски терор након неуспеха устанка подстакао је Бугарски егзархат и Бугарску гркокатоличку цркву да крену у исту мисију, да помажу људима да се изборе са трагедијом. Међутим, ово зближавање је трајало кратко. После 1903. године, револуционари ВМРО и Егзархат наставили су да делују против Католичке цркве.  

### Бугарска гркокатоличка црква после Првог светског рата до данас
У Софији је 1926. године основан Апостолски егзархат за пасторску бригу католика, а међу њима и византијских католика у Бугарској. Ово је договорено у великој мери уз помоћ надбискупа Анђела Ронкалија, будућег папе Јована XXIII, који је 1925. именован апостолским визитатором, а касније и апостолским делегатом за Бугарску, где је боравио до 1934. године. Током Другог светског рата Бугарска је окупирала већи део Македоније и Западне Тракије. Унијатске парохије су 1941. године прешле под јурисдикцију Апостолског егзархата у Софији.
За разлику од других комунистичких режима у Источној Европи, комунистичка влада која је преузела власт у Бугарској након Другог светског рата није укинула Византијску католичку цркву, али јој је наложила строга ограничења, која су, како се наводи, донекле ублажена након избора папе Јована XXIII 28. октобра 1958.
Крајем 2004. године, Софијски апостолски егзархат имао је око 10.000 католика у 21 парохији, о којима се бринуло 5 свештеника и 16 свештеномонаха, са још 17 монаха и 41 монахињом.

## Списак челника Бугарске гркокатоличке цркве
- Апостолски викаријат Бугара (1860 – 1883) (Apostolicus Vicariatus Bulgarorum)
  - архиепископ Јосиф Соколски (14. април 1861 – 18. јун 1861)
  - архимандрит/парохијски свештеник Петар Арабаџијски  (1861 – 1863)
  - епископ Рафаил Попов (14. март 1864 – 18. новембар 1865 као апостолски администратор, 19. новембар 1865 – 23. фебруар 1876 као епископ)
  - епископ Нил Изворов (21. септембар 1876 – 6. април 1883)
- Цариградска архидијацеза Бугара (1883 – 1926) (Archidioecesis Constantinopolitanus Bulgarorum)
  - архиепсикоп Нил Изворов (7. април 1883 – 3. јул 1895)
  - архиепископ Михаил Миров (4. фебруар 1907 – 17. август 1923)
    - Македонски апостолски викаријат Бугара са седиштем у Солуну (1883 – 1926) (Apostolicus Vicariatus Macedoniaensis Bulgarorum)
      - епископ Лазар Младенов (12. јун 1883 – 31. октобар 1894)
      - епископ Епифаниј Шанов (23. јул 1895 – 17. децембар 1921)
      - архимандрит Христофор Кондов (17. децембар 1921 – 6. јануар 1924) – апостолски администратор
      - архимандрит Јосафат Козаров (20. фебруар 1924 – 3. новембар 1925) – апостолски проадминистратор

    - Трачки апостолски викаријат Бугара са седиштем у Адријанопољу (1883 – 1926) (Apostolicus Vicariatus Thraciae Bulgarorum)
      - епископ Михаил Петков (7. април 1883 – 27. мај 1921)
      - архимандрит Христофор Кондов (25. јун 1921 – 6. јануар 1924) – апостолски администратор
      - архимандрит Јосафат Козаров (20. фебруар 1924 – 3. новембар 1925) – апостолски проадминистратор
      - егзарх Кирил Куртев (23. септембар 1925 – 24. јул 1926) – апостолски администратор
- Софијски апостолски егзархат (1926 – 2019)
  - епископ Кирил Куртев (25. јул 1926 – 30. мај 1941)
  - епископ Јован Гаруфалов (6. јул 1942 – 7. август 1951)
  - епископ Кирил Куртев (7. август 1951 – 9. март 1971)
  - архиепсикоп Методиј Стратиев (9. март 1971 – 5. септембар 1995)
  - епископ Христо Пројков (5. септембар 1995 – 11. октобар 2019)
- Софијска епархија светог Јована XXIII (од 2019)
  - епископ Христо Пројков (од 11. октобра 2019)